# 渡瀬寅次郎
渡瀬 寅次郎（わたせ とらじろう、1859年7月24日（安政6年6月25日） - 1926年（大正15年）11月8日）は明治時代の教育者で農学士。
実兄は陸軍工兵大佐渡瀬昌邦、実弟は動物学者で東京帝国大学理学部教授渡瀬庄三郎。小坂順造は娘婿。「二十世紀ナシ」の命名者。

## 経歴
幕臣渡瀬源四郎の次男として江戸・牛込仲町に生まれる。明治維新による徳川宗家の移封に伴い、一家で駿河に移住。1868年（明治元年）数え10歳の時に、沼津の代戯館（のち兵学校附属小学校）に入り、1873年（明治6年）同校が集成舎に改称後も引き続き在学。1875年（明治8年）3月に上京し、官立東京英語学校に入学。1876年（明治9年）7月に同校卒業後、日本初の官立高等教育機関である札幌農学校第一期生として北海道へ赴いた。教頭のW・S・クラーク博士の薫陶を受け、他の一期生（大島正健、伊藤一隆ら）とともに「イエスを信じる者の契約」に署名。1877年（明治10年）4月にクラークを島松駅に見送り、同月メソジスト派宣教師M・C・ハリスから洗礼を受けた。
1880年（明治13年）7月札幌農学校卒業後、開拓使御用掛となる。1882年（明治15年）3月に札幌県御用掛となり、同年12月の札幌独立キリスト教会創立時には会員となる。1884年（明治17年）10月に農商務省御用掛となり、1885年（明治18年）ロンドン万国発明品博覧会へ派遣された安田定則事務官長の随行員として渡英（翌年3月帰国）。
1886（明治19年）年8月、安田定則が茨城県令となるに及び、茨城中学校長兼教諭に任じられ（翌年改称に伴い茨城県尋常中学校長兼教諭）、翌年に来日赴任した英語教師でバプテスト派信仰者のE・W・クレメントと親交を結んだ。1888年（明治21年）5月には茨城県尋常師範学校長への転任を命じられた（翌89年6月依願免官）。
1890年（明治23年）平岩愃保に請われ男子ミッションスクールの東洋英和学校の教師となり、1895年（明治28年）同校内に尋常中学部（のち私立麻布尋常中学校）が創立されると教頭となったが、7月に辞職。クレメントの依頼で、同年9月に創立された東京中学院（関東学院の源流のひとつ）の初代学院長となる。
1899年（明治32年）6月の東京市会議員選挙に赤坂区から立候補して当選。市会議員及び家業の東京興農園の経営で多忙を極めたため、1903年（明治36年）に学院長及び教職を引退した。

## 東京興農園・興農学園
教職の傍ら、1892年（明治25年）、優良種苗及改良農具の普及による農業界の発展を目指し、東京興農園を創立。東京・赤阪に本店を置き、支店を札幌及び日本統治下台湾の台南に開設。農場を埼玉・静岡・台湾等に開き、また採種場を千葉・埼玉・山梨・群馬・長野・奈良の各県及び北海道等に設置。機関誌として『興農雑誌』を発行。1926年（大正15年）5月に株式会社に改組。同年11月、寅次郎が逝去してからも後継者によって経営が維持された。墓所は青山霊園(1ロ7-16)
1929年（昭和4年）、寅次郎の遺言に基づき、内村鑑三・新渡戸稲造ら札幌農学校の後輩や娘婿の小坂順造らが協力者となり、静岡県田方郡西浦村久連（現・沼津市西浦久連）の農場に遺族の寄付金をもとに財団法人興農学園が設立された。学園長には社会教育家平林広人が就任（1931年まで）、デンマークの国民高等学校（フォルケホイスコーレ）に範を取り、共同生活の中、青少年を対象に農民の実生活に即した教科・実習が指導された。
1931年（昭和6年）4月より2年間休園し、次期学園長大谷英一はドイツ及びデンマークの国民高等学校を研究するため文部省嘱託を兼ねて欧州に留学。帰国後の1933年（昭和8年）4月に学校名を久連国民高等学園と改め再開した。卒業生も200名を数えるに至ったが、戦争勃発により活動停止となった。実体はないが、一般財団法人として登録は引き続きなされている。2020年（令和2年）には曾孫の小坂幸太郎が興農学園代表理事に就任し、YouTuberのマックスむらいらと提携。